# Adama Diakhaby
Adama Diakhaby (Ajaccio, 5 de julio de 1996) es un futbolista francés que juega como delantero en el Waldhof Mannheim de la 3. Liga.

## Clubes
| Club                             | País       | Año       | Partidos | Goles |
| -------------------------------- | ---------- | --------- | -------- | ----- |
| Stade Rennais F. C.              | Francia    | 2016-2017 | 29       | 5     |
| A. S. Monaco F. C.               | Francia    | 2017-2018 | 30       | 3     |
| Huddersfield Town A. F. C.       | Inglaterra | 2018-2021 | 48       | 0     |
| Nottingham Forest F. C. (cedido) | Inglaterra | 2020      | 14       | 0     |
| Amiens S. C.                     | Francia    | 2021-2022 | 26       | 1     |
| Qarabağ F. K.                    | Azerbaiyán | 2023-2024 | 32       | 7     |
| Bandırmaspor                     | Turquía    | 2024-2025 | 11       | 1     |
| ACSM Politehnica Iași            | Rumania    | 2025      | 11       | 0     |
| Waldhof Mannheim                 | Alemania   | 2025-     |          |       |

## Palmarés

### Títulos nacionales
| Título                     | Club          | País       | Año  |
| -------------------------- | ------------- | ---------- | ---- |
| Liga Premier de Azerbaiyán | Qarabağ F. K. | Azerbaiyán | 2023 |
| Liga Premier de Azerbaiyán | Qarabağ F. K. | Azerbaiyán | 2024 |
| Copa de Azerbaiyán         | Qarabağ F. K. | Azerbaiyán | 2024 |